# Andrius Kuliešis
Andrius Kuliešis (* 2. August 1943  in Kreiviai, Rajongemeinde Ukmergė) ist ein litauischer Forstwissenschaftler und Professor.

## Leben
Nach dem Abitur 1960 an der Mittelschule  absolvierte Kuliešis 1965 das Diplomstudium des Forstwirtschaftsingenieurwesens und am 25. April 1972 promovierte über die Waldinventur in Litauen zum Thema Lietuvos valstybinių miškų medienos tūrio įvertinimo atrankiniais metodais patirtis an der Lietuvos žemės ūkio akademija bei Kaunas. Am 20. Juni 1990 habilitierte Kuliešis über die Waldinventur zum Thema Medynų našumo kontrolės sistemos teorinis ir eksperimentinis pagrindimas an der  Landwirtschaftlichen Akademie der Ukraine.
Ab 1972 arbeitete er als wissenschaftlicher Mitarbeiter und von 1989 bis 1992 als stellvertretender Direktor bei Miškų institutas in Girionys. Von 1992 bis 996 leitete Kuliešis als Oberförster die Oberförsterei Dubrava in Girionys. Ab 1994 lehrte er an der Lietuvos žemės ūkio akademija. Ab 2001 war er Professor der Lietuvos žemės ūkio universitetas. Ab 1997 leitete Kuliešis als Direktor das Miškotvarkos institutas und ab 2003 Valstybinė miškotvarkos tarnyba in Kaunas. Am 30. Juni 2005 promovierte Kuliešis zum Thema Miško sklypų homogeniškumas ir jų ribų formavimosi dėsningumai in Forstwissenschaft an der Aleksandras-Stulginskis-Universität.
Kuliešis lehrt auch am Kolleg für Forst- und Umweltingenieurwesen Kaunas.